# Mmabatho Ramagoshi
Mmabatho Ramagoshi es una funcionaria del gobierno sudafricano. Actualmente ocupa los cargos de directora ejecutiva de la Agencia de Recursos del Patrimonio de Sudáfrica, y Secretaria General de la Alianza Internacional de Mujeres. También es la presidenta de la junta directiva de la National Film and Video Foundation, nombrado por el gobierno sudafricano, y tiene experiencia como Gerente General Provincial en la South African Broadcasting Corporation . 